# Саадет I Герай
Сааде́т I Гера́й (Гире́й) (крым. I Saadet Geray, ١ سعادت كراى‎; 1492—1538) — хан Крыма в 1524—1532 годах из династии Гераев. Сын Менгли I Герая.
Встречающиеся в литературе варианты написания имени: Саадет I Гирей, Саадет I Гирай, Саадет Гирей I, Саадат Гирей I.

## Биография
В 1511/1512 году крымский хан Менгли I Герай отправил на помощь своему зятю, османскому принцу Селиму Явузу, боровшемуся со своими братьями за султанский престол, большой татарский отряд под командованием своего сына Саадет I Герая. Принц Селим с татарским войском прибыл к Стамбулу, где на его сторону перешли янычары. Старый султан Баязид II вынужден был отказаться от власти в пользу своего сына Селима. Затем Саадет I Герай с татарской конницей сражался вместе с турецкой армией против мятежных братьев Селима, участвовал в подавлении народных бунтов в Анатолии. Саадет Герай стал одним из наиболее доверенных лиц нового султана, который даже женил его на своей дочери.
В дальнейшем крымский царевич Саадет Герай, длительное время проживая в Стамбуле в качестве почетного заложника, пользовался расположением османского султана Селима Явуза, а затем и его сына Сулеймана Великолепного.
В марте 1523 года крымский хан Мехмед I Герай и его старший сын и наследник Бахадыр Герай после успешного захвата Астрахани, были внезапно убиты своими союзниками ногайскими мурзами Мамаем и Агишем, после чего крымское войско было разбито. В конце марта ногайские мурзы вторглись в Крымское ханство, опустошая и разоряя татарские аулы. Ногайцы жгли селения и захватывали стада, убивая и пленяя местных жителей. Уцелели только укреплённые города и труднодоступные горные районы. Крупные крымские мурзы собрали 12-тысячное войско и выступили против ногайцев, но были разгромлены и укрылись в Перекопе, под защитой турецкого гарнизона. Одновременно на крымские улусы совершил нападение каневский староста Евстафий Дашкевич, который с казацкими отрядами осадил и разорил крепость Очаков.
Осенью 1523 года после ухода ногайской орды крымская знать поставила на ханский престол Газы I Герая, который был старшим из оставшихся в живых сыновей погибшего хана Мехмед Герая. Однако крымские беи не согласовали его кандидатуру со Стамбулом. Османский султан Сулейман Великолепный не принял этого кандидата и через некоторое время назначил ханом его дядю Саадет Герая, который длительное время проживал при султанском дворе в Стамбуле. Кроме того, главный крымский мурза Мемиш-бей Ширин, недовольный правлением юного хана Газы Герая, отправился в Стамбул, где попросил султана назначить новым ханом Саадет Герая.
В апреле 1524 года Саадет I Герай с отрядом турецких янычар приплыл из Стамбула в Крым и высадился в Кафе. Новый крымский хан, утвержденный султаном в своей должности, потребовал, чтобы к нему на принесение присяги прибыл его племянник Газы Герай. 20-летний Газы Герай вместе с братьями Баба и Чобан Гераями прибыл в Кафу. Согласно О. Гайворонскому, Газы Герай был убит при первой встрече с ханом, а его братья Баба и Чобан Гераи были заключены в темницу. По данным Халим Герай-султана, крымский хан Саадет Герай пожаловал своему племяннику Газы Гераю чин калги. Однако через три месяца хан, не уверенный в его лояльности, вызвал Газы Герая к себе и приказал умертвить. Новым калгой был назначен Узбек Герай, внук первого крымского хана Хаджи I Герая.
В момент прихода Саадет Герая к власти продолжалась война Казани с Москвой, которую Казань начала в силу союзнического договора с Мехмедом I Гераем, одновременно с походом того на Астрахань. Одним из первых внешнеполитических действий Саадета была попытка выступить посредником в заключении мира, но Москва ответила отказом. Саадет также установил мирные отношения с Астраханским ханством и пытался, насколько это было возможно, установить мирные отношения с отдельными мирзами Ногайской Орды, которая в это время не имела единого правительства.
Вступив на престол, Саадет I Герай застал страну ослабленной раздорами знати и разорённой ногайским нашествием. Он сумел восстановить в государстве порядок и провёл несколько важных преобразований. В частности, он организовал придворный штат по османскому образцу и модернизировал армию, создав артиллерийские части (до того крымское войско состояло практически исключительно из конницы).
Отношения между крымским ханом и татарской знатью были напряжёнными. Крымские беи были недовольны протурецкой политикой Саадет Герая. Хан окружил себя турецкими чиновниками и приближенными. Чтобы получить поддержку рода Ширин, хан женился на Ширин-Бек, вдове своего старшего брата Ахмед Герая. К концу весны 1524 года Саадет Герай примирился с большей частью татарской знати.
Крымский хан Саадет Герай (1524—1532) организовывал и совершал набеги на южные московские, польские и литовские владения. В июне 1524 года Саадет Герай предпринял поход на Великое княжество Литовское. Крымско-татарская орда под командованием четырёх царевичей: калги Узбек Герая, Ислям Герая, Бучек Герая и Янтур Герая вторглась в пограничные литовские владения. Поход завершился неудачно. Осенью на обратном пути крымцы были разбиты на днепровской переправе украинскими казаками под предводительством Семёна Полозовича и Криштофа Кмитица.
Осенью того же 1524 года Саадет I Герай начал борьбу за ханский престол со своим племянником Ислям I Гераем, старшим из оставшихся в живых сыновей Мехмед I Герая. Ислям Герай заявил о своих правах на ханство и получил поддержку многих крупных бейских родов. Многие крымские беи, недовольные протурецкой политикой хана Саадет Герая, поддержали Ислям I Герая. Хан приказал убить своего племянника. Ислям Герай, предупреждённый своими соратниками, бежал из Крыма в ногайские кочевья. Вскоре Ислям Герай вернулся в Крым, где на его сторону перешли многие мурзы. Вначале Ислям Герай захватил под Перекопом ханские стада, затем пленил Махмут-Султан, мать Саадет Герая. Ислям Герай с войском занял город Кырым, где его сторонники объявили его ханом.
Свергнутый хан Саадет Герай бежал на север и укрылся в Перекопе. В ноябре 1524 года Ислям Герай с войском осадил Перекопскую крепость. Осада длилась три месяца. В результате Саадет Герай смог убедить большинство татарских беев оставить Ислям Герая и перейти на свою сторону. В январе 1525 года Ислям Герай бежал из-под Перекопа в ногайские улусы, на реку Молочные Воды. Вернув себе престол, Саадет Герай назначил калгой своего младшего брата Сахиб Герая, бывшего ранее казанским ханом.
Весной 1525 года Ислям Герай собрал новые силы и вторгся в Крым, где в битве под стенами Кырк-Ора разгромил Саадет Герая. Кафский паша, выступивший с турецким отрядом (1700 чел.) на помощь хану, также был разгромлен. Ислям Герай изгнал своего дядю-противника и вторично занял столицу. Осенью 1525 года крупные крымские мурзы Бахтияр-мирза Ширин и Девлет-Бахты Барын выступили против хана Ислям Герая и вынудили его покинуть Крым. Саадет Герай вновь вернулся на ханский престол. Ислям Герай с небольшим количество приверженцев отступил в ногайские кочевья.
В начале 1526 года Ислям Герай вновь подошёл к Перекопу. Дядя и племянник пошли на компромисс и заключили перемирие. Саадет Герай сохранял за собой ханский трон, а Ислям Герай получил титул калги. Крымский хан Саадет Герай передал во владение племяннику Ислям Гераю Очаков (Ак-Чакум) с прилегающей территорией. Бывший калга Сахиб Герай получил во владение от хана пограничные крепости на Нижнем Днепре.
Зимой 1526—1527 года 30-тысячная крымско-татарская орда вторглась в южные земли Польши и Великого княжества Литовского, где захватила большое количество пленников и богатую добычу. 27 января 1527 года на обратном пути крымцы потерпели полное поражение в битве на реке Ольшаница, под Киевом, от литовской рати под предводительством великого гетмана литовского, князя Константина Ивановича Острожского.
Осенью 1527 года калга Ислям Герай во главе 40-тысячной татарской орды предпринял большой поход на южнорусские земли, но был отбит русскими воеводами от берегов реки Оки. Московские воеводы преследовали отступающую орду до реки Дон, разгромив по пути несколько крупных татарских отрядов.
В начале 1528 года крымский хан Саадет Герай возобновил борьбу со своим племянником, калгой Ислям Гераем. В марте хан разгромил своего племянника. В бою погибли многие знатные татарские мурзы, сторонники Ислям Герая. Среди них был ширинский бей Мемеш-мурза. Осенью 1528 года Ислям Герай прибыл в южные литовские владения и расположился лагерем под Черкассами, откуда обратился за поддержкой к королю польскому и великому князю литовскому Сигизмунду Старому. Сигизмунд Казимирович приказал украинским казакам оказать военную помощь Ислям Гераю. Весной 1529 года Ислям Герай двинулся к Перекопу, а украинские казаки на речных судах поплыли по Днепру. Крымский хан Саадет Герай, опасавшийся перехода большинства татарских мурз на сторону племянника, отправил к нему гонца с письмом, предлагая заключить мир. Ислям Герай признал Саадет Герая ханом и получил назад во владение крепость Очаков с прилегающими улусами.
Осенью 1531 года у крымского хана Саадет Герая произошёл конфликт с крупным татарским родом Ширин. Главный ширинский мурза Бахтияр-бей организовал заговор против хана. Среди заговорщиков были Ширин-Бек (жена Саадет Герая) и царевичи Бучек и Юсуф Гераи, племянники хана. Бахтияр-бей Ширин пригласил хана приехать к нему в Кырым (Старый Крым), родовую столицу Ширинов, планируя его там убить. Крымский хан Саадет Герай, взяв с собой калгу Сахиб Герая, отправился к Ширинам. Хан выступил в сопровождении отрядов турецких янычар и сипахиев, вооружённых ружьями. Двое ширинских мурз — Докузак и Юнус — бежали к хану и сообщили ему о заговоре. Хан с войском захватил Кырым и все ширинские улусы. По распоряжению Саадет герая были схвачены и казнены царевичи Бучак и Юсуф Гераи, Бахтияр-бей Ширин вместе с сыновьями и племянниками. Хан назначил новым ширинским беем верного ему Докузак-мурзу. Ханша Ширин-Бек была заключена в крепости Кырк-Ор. Некоторые уцелевшие ширинские мурзы бежали к Ислям Гераю.
В конце 1531 года Ислям Герай продолжил борьбу с дядей за ханский престол. Царевич с ширинскими князьями появился под Перекопом. В феврале 1532 года Ислям Герай прибыл под Черкассы и Канев, откуда попросил помощи и защиты у великого князя литовского Сигизмунда Старого.
Весной 1532 года крымский хан Саадет Герай во главе татарской орды, с отрядами турецких янычар (1500 чел.) и артиллерией предпринял поход на пограничные литовские владения. Саадет Герай осадил Черкассы, обороной которой руководил староста черкасский и каневский Евстафий Дашкевич. Осада Черкасс продолжалась один месяц. Литовский гарнизон во главе с Евстафием Дашкевичем отразил все вражеские приступы. В это время царевич Ислям Герай со своими сторонниками находился в степях за Доном, откуда вел переговоры с московским правительством.
В мае 1532 года крымский хан Саадет Герай добровольно отказался от ханского престола и уехал в Стамбул. Позднее Саадет Герай сопровождал султана Сулеймана Великопепного во время похода на Сефевидский Иран. Саадет Герай получил от султана крупную пенсию (300 000 акче в год).
В 1538 году 46-летний Саадет I Герай скончался через шесть лет после отречения от трона и был похоронен в Стамбуле.